# Петровская Слобода (Тульская область)
Петровская Слобода — деревня в Каменском районе Тульской области в составе сельского поселения Архангельское.

## География
Находится в южной части Тульской области на расстоянии приблизительно 12 км на северо-восток по прямой от села Архангельское, административного центра района.

## История
На карте конца 1930-х годов деревня показана частью деревни Ознобищено. Как отдельный населенный пункт показана уже только на карте 1992 года.

## Население
Постоянное население составляло 10 человек (русские 100 %) в 2002 году, 6 в 2010.